# Chapelle de la Porte Saint-Janvier
La chapelle de la Porte Saint-Janvier (Cappella di Porta San Gennaro) est une chapelle baroque du centre historique de Naples, englobée dans la fameuse porte Saint-Janvier, dédiée au saint patron de Naples. L'église San Francesco dei Cocchieri se trouve à proximité.

## Histoire
L'intérieur de la porte abrite une chapelle avec une statue de saint Gaëtan, placée ici à la suite d'un vœu après la grande peste de 1656 qui décima Naples et ses environs. Avant que l'épidémie de peste ne frappe la cité parthénopéenne, celle-ci comptait plus de 450 000 habitants; à la fin de l'épidémie, elle n'en comptait plus que 250 000. Une grande fresque de Mattia Preti est visible à l'extérieur, c'est la seule fresque des portes de Naples qui ait survécu.

## Source de la traduction
- (it) Cet article est partiellement ou en totalité issu de l’article de Wikipédia en italien intitulé « Cappella di Porta San Gennaro » (voir la liste des auteurs).